# Феликс из Болоньи
Феликс (ум. в 420) — пятый епископ Болоньи. День памяти — 4 декабря.
Святой Феликс до занятия епископской кафедры был диаконом в Милане у святого Амвросия, епископа Миланского. Житие святого составлено Павлином. После святого Феликса епископом Болоньи стал Святой Петроний.